# 兀鲁思制
兀鲁思（突厥語：Ülüş）是历史上突厥与蒙古诸政权的行政体系。在突厥语中，名词“Üleş”意为“份额”，动词“üleş-mek”表示“分配”。
建于公元8世纪的突厥文《阙特勤碑》已經使用該詞。在突厥语中，“兀鲁思”的最初语音形式为“兀鲁昔”（ülüş），被借入蒙古语后，Ş变成了S（即ulus），后来突厥人借回时，保留了蒙古语的语音形式「ulus」。

## 制度
据历史学家哈利勒·伊纳尔哲克（Halil İnalcık）所述，突厥汗国的主权并非仅属于可汗，而是归属于可汗家族成员。因此可汗会将国家领土分配给家族成员，这些分配的份额即称为“兀鲁思（Ülüş）”。而学者屈尔沙特·科贾克（Kürşat Kocak）则提出，兀鲁思的分配对象还包括高级官员。这一制度与中世纪欧洲的采邑制相似，但列夫·古米廖夫（Lev Gumilev）强调，它并非欧洲式封建制度，而是由公元2世纪南匈奴人开创的体系。该制度曾被第一突厥汗国、回纥汗国、蒙古帝国及中亚其他政权采用。

## 突厥汗国的兀鲁思分配
576年佗缽可汗在位期间，統一的突厥汗国有8个兀鲁思（见突厥王室谱系）：
1. 佗缽可汗：统治阿尔泰山地区
2. 摄图：佗缽可汗之侄，管辖汗国东部
3. 步利（Böri）：佗缽可汗之侄，管辖东部领土西部
4. 大逻便：佗缽可汗之侄，后称阿波可汗，管辖北部领土
5. 达头：佗缽可汗堂弟，统治七河流域
6. 通设：佗缽可汗堂弟，管辖伏尔加河流域
7. 菴羅：佗缽可汗之子，领地不明
8. 咄陆设：佗缽可汗之子，领地不明